# Nicola Pende
Nicola Pende (Noicattaro, 21 aprile 1880 – Roma, 8 giugno 1970) è stato un politico e medico italiano.

## Biografia
Nacque a Noicattaro (Bari) il 21 aprile 1880 da Angelo, commerciante di grani e farine, poi impiegato alla prefettura di Bari, e da Marianna Crapuzzi che apparteneva a una famiglia di medici da cinque generazioni e il cui padre era stato sindaco del paese. Unico figlio maschio su sei, fu fortemente influenzato dalla madre a intraprendere la carriera medica a discapito del volere del padre che lo avrebbe voluto avviato a quella impiegatizia. Con il sostegno economico materno, a nove anni si trasferì a Bari per frequentare il liceo ginnasio Domenico Cirillo, vivendo a pensione privata presso una famiglia «modestissima». Dati gli ottimi risultati scolastici, poté iscriversi alla facoltà di medicina dell’università di Roma un anno prima della formale conclusione del ciclo scolastico. Qui frequentò l’Istituto di patologia generale diretto da Amico Bignami, con il quale si laureò il 13 luglio del 1903 con una tesi intitolata Alterazione della ghiandola surrenale dopo la resezione del nervo splancnico, da cui trasse gli studi per la terapia dell’ipertensione, tramite simpaticectomia splancnica sinistra, conosciuta poi come operazione Pende.
Approfondendo gli studi del suo maestro Achille De Giovanni, sostenne l'importanza delle ghiandole a secrezione interna nella determinazione delle costituzioni umane con l'endocrinologia nella costruzione dell'«uomo nuovo» fascista. Come nei progetti di «rigenerazione» dell'umanità di tipo biologico dell'ingegneria sociale che si accompagnarono in Germania, Austria e Unione Sovietica, così in Italia l'endocrinologia di Pende divenne il fondamentale strumento delle politiche eugenetiche e demografiche del regime fascista.
Dal 1907 al 1924, professore universitario a Bologna, Messina e Cagliari; nel 1925 fu il primo rettore dell'Università Adriatica Benito Mussolini. Nel 1926, con la sua «bonifica umana razionale», fondò a Genova l'"Istituto di Biotipologia individuale e ortogenesi" che a metà degli anni 30 venne trasferito a Roma. Era dalle colonizzazioni interne, in particolare nell’Agro Pontino dove con la sua «bonifica delle stirpi» sembrava attuarsi in questa direzione un primo esperimento.
(Alexis Carrel 1935.)
All'estero la biotipologia come modello cattolico e latino d'eugenetica, si diffondeva in Francia, Portogallo, Spagna e in Paesi del Centro-America. Nel 1937, presiedeva la sezione eugenetica del CNR, l'anno successivo partecipava all'elaborazione della politica razziale nell'annuale riunione della SIPS.
Aderì al fascismo; firmò il "Manifesto della razza" e se mosse alcune critiche al documento erano dovute al fatto che Pende sosteneva un approccio razzista proprio della scienza italiana in contrasto al razzismo di matrice tedesca. Secondo Giorgio Israel, Pende non intendeva minimamente opporsi alla campagna razziale, bensì intendeva porla sotto l'egida delle sue teorie. Infatti le sue posizioni scientifiche contemplavano un'espressione di razzismo diversa rispetto a quella suggerita dal manifesto. Il documentario "Il caso Pende", della serie La Storia siamo noi, ha documentato una forte polemica fra Pende e La difesa della razza diretta da Telesio Interlandi, con la quale Pende mai collaborò.
Pende, dopo il 1945, sostenne di aver smentito la condivisione delle tesi razziste del Manifesto due mesi e mezzo dopo la sua pubblicazione in un articolo del 5 ottobre 1938 sulla rivista "Vita Universitaria", ma in tale rivista non vi è traccia della smentita.
(Nicola Pende, Concetti e prassi della razza nella mentalità fascista, Discorso tenuto all'Istituto di cultura fascista, sez. Cremona, 15 ottobre 1938, Stab. Tip. Cremona Nuova, Cremona, 1938)
Sempre nel 1938, con il patrocinio di Mussolini per l'E42, si avvia la costruzione dell’Istituto Centrale di Bonifica Umana finanziato dal Pio Istituto di S.Spirito e Ospedali di Roma. Nel 1940 Mussolini lo nomina cancelliere della GIL; la Civiltà Cattolica si interessa alle sue teorie dalla fine del 1942 alla metà del 1943.
Il 16 ottobre 1943, durante il rastrellamento nazista del ghetto di Roma, 23 ebrei trovarono rifugio nei locali Policlinico Umberto I. Alla proclamazione della Repubblica Sociale Italiana fu invitato dal governo fascista repubblicano ad assumere incarichi di prestigio, ma Pende declinò la proposta e preferì poi rifugiarsi all'interno della Basilica di San Paolo fuori le mura.

### Il dopoguerra
Nel dopoguerra, su richiesta del sostituto procuratore generale, il 15 maggio 1946 la corte d'appello di Roma escluse la responsabilità di Pende nella promulgazione delle leggi razziali dichiarando di "non doversi promuovere l'azione penale".
Inoltre per breve tempo fu anche esonerato dall'insegnamento, ma in suo favore si mosse anche Giuseppe Nathan, commissario dell'Unione delle comunità ebraiche italiane (UCEI) e con una pronuncia dell'8 luglio 1948 della Corte di Cassazione, che tenne conto del ricovero offerto nel 1943 ai cittadini israeliti all'interno del Policlinico, mantenne la cattedra dell'Istituto di Patologia Medica dell'Università di Roma fino al raggiungimento dei limiti di età nel 1955. Orfano del fascismo, mise la sua biotipologia al servizio del cattolicesimo.
(G. BALDI, I grandi medici italiani. Pende, L'Europeo, XX (2 agosto 1964), n. 31, p. 30.)

### Vita privata
Anche il figlio Vito Pende ha svolto la professione di endocrinologo, mentre la nipote Stella è una giornalista e conduttrice televisiva.

## Opere
- Nicola Pende, Paul Godin e Antonino Galluppi, Manuale di antropologia pedagogica per medici ed educatori: basato sull'anatomo-fisiologia della crescenza, metodo auxologico, Milano, Soc. an. istituto editoriale scientifico, 1926.
- Nicola Pende, Bonifica umana nazionale e biologia politica, Bologna, Cappelli, 1933.